# 모용목연
모용목연(慕容木延, 생몰년 미상, 재위 245~271)은 선비족의 일파인 모용선비의 수령이다. 막호발의 아들이자 모용섭귀, 모용내의 아버지이며, 모용외의 조부이다.

## 생애
아버지인 막호발의 뒤를 이어 모용선비의 수령이 되었다.
245년에 위나라의 관구검이 고구려 토벌에 나서자, 이에 합류해 공을 세웠다. 그 공으로, 246년에 솔의왕(率義王) 및 좌현왕이 되었다.
모용목연의 사후 아들인 모용섭귀가 그 뒤를 이었다.

## 가계
- 아버지 : 막호발(莫護跋, 생몰년 미상)
- 어머니 : ?
  - 본인 : 모용목연(慕容木延, 생몰년 미상)
  - 부인 : ?
    - 아들 : 모용섭귀(慕容涉歸, ? ~283년)
    - 며느리 : ?

## 참고 문헌
- 《위서(魏書)》
- 《진서(晉書)》

| 전임 막호발 | 모용부의 족장 모용목연 | 후임 모용섭귀 |